# Association des XI
Le groupe des artistes berlinois Association des XI est , avec la Sécession de Munich, la plus importante association d'artistes des États allemands qui s'émancipe du monde de l'art existant. Elle est fondée le 5 février 1892 sur le modèle du groupe d'artistes bruxellois Groupe des XX, qui existe depuis 1883, et dissoute à nouveau avec la fondation de la Sécession berlinoise en 1898.

## Membres
Ces neuf artistes se réunissent lors des réunions régulières qui ont lieu juste avant la fondation :
- Jacob Alberts (de) (1860-1941)
- Hans Herrmann (de) (1858-1942) - membre jusqu'en 1898
- Ludwig von Hofmann (1861-1945)
- Walter Leistikow (1865-1908)
- Georges Mosson (1851-1933)
- Konrad Müller-Kurzwelly (de) (1855-1914) - membre jusqu'en 1894
- Hugo Schnars-Alquist (de) (1855-1939)
- Friedrich Stahl (de) (1863-1940)
- Hugo Vogel (1855-1934) – membre jusqu'en 1898

Après avoir décidé de fonder l'association des artistes, ces neuf membres réussissent à obtenir le soutien et la participation de personnalités bien connues du milieu artistique de l'époque :
- Max Liebermann (1847-1935)
- Franz Skarbina (1849-1910)

Le nombre de onze membres est resté constant, d'autres remplacent les artistes partis :
- 1894 Max Klinger (1857-1920)
- 1898 Dora Hitz (1856-1924)
- 1898 Martin Brandenburg (1870-1919)

Il n'y a pas de courant artistique unique, si l'on excepte une orientation vers le portrait, la nature, le privé, l'ambiance et donc le paysage.

## Histoire

### Contexte
L'empereur Guillaume II soutient les mouvements artistiques traditionnels (historicisme) et s'élève contre les styles plus modernes (expressionnisme ou impressionnisme) qui ne correspondent pas à son idée de l'art. Il développe une grande ambition pour diriger lui-même l’art de son temps. Son peintre et conseiller artistique préféré est Anton von Werner (1843-1915), simultanément président de l'Association des artistes de Berlin et directeur de l'Académie royale des arts. La Grande exposition d'art de Berlin, organisée chaque année par l'Association des artistes de Berlin, reste la vitrine du monde de l'art établi. Les artistes dotés de nouvelles formes d'expression n'ont pas la possibilité d'y présenter leurs œuvres à un large public.

### Objectif et activités des «Onze»
Au début, l'association des XI s'appelle elle-même "Association libre pour l'organisation d'expositions artistiques". L'objectif est de présenter et de vendre au public ses propres œuvres qui ne sont pas accessibles au monde de l'art établi. On veut également révolutionner la vie artistique de Berlin et opposer une alternative à la conception prussienne de l'art.
Walter Leistikow écrit à ce sujet en 1896 :

« Was uns zusammenführte, war allein der Wunsch, eine kleine gemeinsame Ausstellung zu arrangieren, in der jeder frei und ungeniert, ohne Rücksicht auf Wünsche und Liebhabereien des kaufenden Publikums, ohne ängstliches Schielen auf Paragraphen der Ausstellungsprogramme sich geben konnte.  … Von dieser Idee versprachen wir uns Vergnügen und der Kunst der Hauptstadt … nun ja, vielleicht ein bisschen Erfrischung, ein bisschen Erregung – und damit: Leben. »

La première de ces expositions annuelles est inaugurée par les « Onze » le 3 avril 1892 dans le salon d'art Unter den Linden d'Eduard Schulte.

### Association des artistes libres
En 1892, l'association des artistes berlinois organise la première exposition du peintre norvégien Edvard Munch en Prusse. Les 55 œuvres suscitent immédiatement un grand mécontentement - sept jours seulement après l'ouverture, l'association ferme prématurément l'exposition. Une fois de plus, pour protester contre cette fermeture, une association d'artistes libres de courte durée est fondée avec une participation importante de l'association des XI. Le processus de division au sein de l'Association des artistes de Berlin se poursuit.

### Dissolution
La Sécession berlinoise est fondée en 1898 avec Max Liebermann comme président, ce qui entraîne également la dissolution des XI, puisque huit des anciens membres rejoint la Sécession.